# 麻乃佳世
麻乃 佳世（あさの かよ、本名：佐藤 佳子（さとう よしこ） 1967年9月20日 - ）は、日本の女優。元宝塚歌劇団月組トップ娘役。
東京都出身。聖園女学院高等学校卒業。エ・ネスト所属。

## 来歴
涼風真世の熱心なファンだったことから宝塚歌劇を志望、聖園女学院高等学校を卒業後宝塚音楽学校を受験、合格した。芸名「佳世」の「世」は「真世」からとったものだという。
1988年、宝塚歌劇団に入団。入団時の成績は41人中3番。同期に森奈みはる、白城あやか、和央ようか、渚あきなどがいる。
同年5月10日、月組に配属。同年のバウホール公演『サウンド・オブ・ミュージック』『永遠物語』で早くも頭角を現す。
1990年2月、『大いなる遺産』の新人公演で初ヒロイン、4月に『ロミオとジュリエット』でバウホール公演初ヒロインと抜擢される。本公演でも朝凪鈴（1991年退団）、紫とも（のち雪組トップ娘役へ）、羽根知里（1993年退団）、朝吹南（1994年退団）と並ぶ月組の娘役スターとして活躍。
1991年、涼風のトップスター就任と同時に月組トップ娘役に就任。コンビとしてのお披露目公演は『銀の狼』。
1993年、涼風の退団に伴い、トップスターに就任した天海祐希の相手役を務める。
1995年12月26日、『ミー・アンド・マイガール』の東京公演千秋楽を最後に天海と共に宝塚歌劇団を退団。
退団後は、舞台やテレビドラマなどを中心に女優として活動を開始し、2003年には、テレビドラマ『愛の110番』では主演を務めた。

## 宝塚歌劇団退団後の主な活動

### 舞台

#### 演劇
- 『シンデレラ』
  - 1996年8月3日-30日（新宿コマ劇場）-シンデレラ 役
  - 1997年8月4日-31日（新宿コマ劇場）-シンデレラ 役
- 『歌劇の誘惑』（1997年5月20日）（大阪フェスティバルホール） -蝶々夫人 役
- 『鶴女夢物語』（1997年11月2日-27日）（新橋演舞場）- 桃之助 役
- 『十二夜』
  - 1998年2月25日-4月24日（紀伊國屋ホール）-ヴァイオラ 役
  - 1999年5月21日-8月31日- ヴァイオラ/シザーリオ 役
- 『OPPEKEPE〜オッペケペー、アメリカを行く』（1998年10月30日-11月2日）（大阪中ノ島公会堂）-川上貞奴 役
- 『カンパニー 〜結婚しない男〜』（1999年2月5日-3月31日）（青山劇場/シアタードラマシティー）-エイプリル 役
- 『忠臣蔵』 瑤泉院（1999年10月2日-11月27日）（明治座/御園座）
- 『Countdown in 後楽园「MOMOTARO」』（2001年12月31日）（岡山　後楽園） -Mirai 役
- 『伝説のステージ FOREVER'70s-青春- 』（2003年、中日劇場・新宿コマ劇場・梅田コマ劇場）
- 『桜祭り狸御殿』 （2001年4月1日-26日）（新宿コマ劇場・梅田コマ劇場）
- 星屑の会『クレイジーホスト リターン』（2001年5月18日-6月6日）（本多劇場　他）
- 『水たまりの夕陽（浮浪雲より）』（2001年7月3日-28日）（梅田コマ劇場）-かめ女 役
- 『冬物語』 （2001年9月1日-12月22日）（紀伊國屋サザンシアター）-パーディタ 役
- 『GODSPELL』（2002年4月6日-14日）（ルテアトル銀座）
- 『麗しき三兄弟』（2002年7月4日-18日）（カメリアホール）-泉 役
- 新版 忠臣蔵外伝『喧嘩安兵衛』（2003年5月1日-27日）（明治座） -堀部幸 役
- 『伝説のステージ』（2003年8月14日-9月28日）（新宿コマ劇場/中日劇場）
- 『泣き笑い狂言「元禄夢一座」』（2004年5月4日-27日）（新宿コマ劇場・梅田コマ劇場） -小紫太夫 役
- 椿組 花園神社野外劇『一天地六 幕末新宿遊侠伝』（2004年7月15日-25日）（新宿花園神社境内） -夕月 役
- 『家族対抗歌合戦』（2005年3月12日-27日）（新宿シアタートップス）-愛上美希 役
- 五木ひろし特別公演『朝の雪』（2005年6月3日-27日） （御園座） -瑤泉院 役
- 『トラップ一家物語』（2005年7月23日-9月8日）（前進座劇場）-マリア 役
- 松井誠公演『男の花道』（2005年12月2日-25日）（明治座）
- 『桜合戦狸囃子／ショー・イズ・オン2006』（2006年3月18日-4月30日）（梅田芸術劇場・新宿コマ劇場　他）-玉梓姫 役
- 三田村組『仰げば尊くなし』（2006年7月4日-9日）（中野ザ・ポケット）-小西友紀 役
- 日豪交流年公式事業　Dramatic Australia『Cosi』（2006年9月22日-24日）（新宿SPACE107） -ジュリー 役
- をんな物語『倫敦からの手紙』（2006年10月27日-29日）（俳優座劇場）-夏目鏡子 役
- てっぽう玉公演　『満ち足りた散歩者』（2006年11月8日-12日）（下北沢「劇」小劇場）
- 『松井誠 新春特別公演』(第1部　喜劇 くらわんか！第2部　誠版レビュー)（2007年1月2日-27日）（大阪　新歌舞伎座）-延陽伯 役
- 『大奥〜月光院物語　愛しき人〜』（2007年3月4日-28日）（御園座）-小萩 役
- 『うそつき弥次郎〜黄門様覚悟の仇討ち〜 』（2007年5月4日-28日）（明治座）-お鈴 役
- 椿組 花園神社野外劇『花火、舞い散る』（2007年7月13日-22日）(新宿花園神境内社)-前園博美 役
- らくだ工務店 第15回公演『めぐみのいろは』（2008年9月9日-15日）（シアタートップス）-渡辺めぐみ 役
- 『届かなかった手紙』（2009年1月12日-14日）（ベニサン・ピット）-グリゼレ 役
- 『真夜中のファイル』（2009年4月15日-19日）（サンモールスタジオ）
- 『ブックショップ』）-ジェーン 役
  - 2009年9月18日-27日（シアターサンモール）
  - 2010年9月11日-10月9日（赤坂区民センター他）
  - 2012年8月25日-26日（宝塚バウホール）、8月31日-9月2日（赤坂区民センター）、9月17日（都筑公会堂）、9月29日（寝屋川アルカスホール）
  - 2014年9月24日、9月27日-28日、10月11日-13日（彩の国さいたま芸術劇場小ホール、宝塚バウホール、赤坂区民センター）
  - 2017年1月8日-11日（台東区生涯学習センター　ミレニアムホール）
- らくだ工務店『動かない生き物』（2010年10月23日-10月28日）-和田みどり 役
- 俳優座劇場プロデュース公演  音楽劇『わが町』-ギブス夫人 役
  - 2011年3月5日-13日（俳優座劇場）
  - 2013年1月30日-2月3日（俳優座劇場）、2月5日-6日（船橋）、2月10日-11日（大宮）、2月14日-15日（八王子）、2月21日（福生）、3月13日-4月28日（（中国ブロックの公演）福山-岡山-倉敷-玉島-西大寺-徳山-柳井-児島-松江-鳥取市〜米子市〜出雲〜広島-呉市（近畿ブロックの公演）姫路-神戸-彦根〜貝塚〜和歌山-奈良）、5月10日-24日（四国-高松-鳴門-徳島-高知-愛媛-松山-可児旅公演）
  - 2014年1月8日-13日（俳優座劇場）、1月14日-4月29日（豊橋-稲沢-伊勢市-中部ブロック（岐阜--岡崎--四日市--名古屋）-北陸ブロック（砺波-高岡-金沢）-関越ブロック（新潟）-長野ブロック（松本-諏訪-長野）--横浜公演〜静岡県ブロック（沼津-富士市-清水-島田-浜北-飯田市）--神奈川県ブロックの通い公演）
  - 2015年7月1日-5日（俳優座劇場）、7月7日-8月9日（北海道〜東北「わが町」ツアー：旭川-釧路-須賀川-函館-郡山-青森-弘前-仙台-盛岡（ボーリング大会が開催8月4日-八戸））
- 『四世花柳流宗家家元 花柳壽輔 傘寿 我が舞の道』（2011年3月31日）（東京国際フォーラム）
- ブロードウェイ・ミュージカル 亜門版『太平洋序曲』（2011年6月17日-7月3日）（KAAT神奈川芸術劇場ホール）-たまて 役
- チャリティーミュージカル『CARE WAVE』（2012年12月19日）（めぐろパーシモンホール）
- 『プラモラル』（2013年7月24日-28日）（下北沢ザ・スズナリ）
- 『月と狼と太陽』-ユキ 役
  - 2013年8月3日-4日（NHK大阪ホール）、12月18日（福島県いわき市）
  - 2017年1月20日（NHK大阪ホール）
- 『花よりだんごよりサランヘヨ』（2013年9月22日-29日）（中目黒 キンケロシアター）
- 『春花繚乱』和物レビュー（2015年2月7日-8日）（大井町 きゅりあん）
- 『与野太郎を探せ』（2015年3月20日-22日）（彩の國さいたま芸術劇場）
- 『配達されたい私たち』（2015年10月27日-11月1日）-正美 役
- 『カフェ公演　第二弾』ゲスト（2016年9月30日-10月1日）（戸越銀座）
- 朗読劇『あ・うん』（2017年4月7日-9日）（Cafe&bar木星劇場）
- 『雨の夏、三十人のジュリエットが還ってきた』（2019年2月1日-10日）（座・高円寺1）[2]
- 新撰組日記『壬生のほたる』（2020年1月21日-26日）（渋谷区文化総合センター大和田伝承ホール）-深雪 役 [3]
- ウィズコロナトライアル公演『山彦ものがたり』（2020年10月23日-25日）（俳優座劇場）[4]
- 『のっぽの古時計』（2021年10月9日-17日）（川崎市アートシアターアルテリオ小劇場）[5]
- 『Greatest Moment』（2021年11月）（梅田芸術劇場、東京国際フォーラム）[6]
- 『Secret of Holy』（2022年4月27日-5月1日）（劇場MOMO）[7]
- 『あした天使になあれ2022』（2022年6月29日-7月3日）（俳優座劇場）-谷口園子 役[8]
- 朗読劇『Rickey』（2022年9月8日-11日）（下北沢シアター711）[9]
- 『永遠物語』（2022年10月12日-16日）（サンケイホールブリーゼ）[10]
- 『黄泉の国でも愛してる』（2022年11月9日-13日）（中野ザ・ポケット）[11]
- 『Teacher』（2023年8月23日-27日）（シアターグリーンBIG TREE THEATER）[12]
- 『憶ひ出』（2024年1月31日-2月4日）（シアターグリーンBIG TREE THEATER）[13]
- 『後鳥羽伝説殺人事件』（2024年5月4日-7日）（渋谷区文化総合センター大和田伝承ホール）-浅見和子 役[14][15]
- 『CHICACO2025』（2025年2月14日-23日）（中目黒キンケロ・シアター）-相葉ちか子 役[16]
- 『Older Person & Cat’s 砦』（2025年4月9日-13日）（シアターグリーン BoxinBox Theater） -和子 役[17]
- 『喧嘩安兵衛（五木ひろし特別公演・坂本冬美特別出演）』（2025年7月5日-27日）（明治座）-清水妙 役[18]

#### ライブ・コンサート・ショー
- 『ザ・レビュー2002』〜宝塚OGによるサ・セ・パリ〜 （2002年）（春日部市民文化会館　他）
- 『ジャック・ブレルは今日もパリに生きて歌っている』
  - 2002年10月9日-10月19日（紀伊國屋サザンシアター）
  - 2003年1月11日-1月13日（神戸オリエンタル劇場）
- 『寺田瀧雄記念音楽会"愛" 』 （2003年7月28日）（メルパルクホール）
- 『宝塚OGによる　サ・セ・パリ』 （2004年2月1日-3月20日）（東京文化会館　他）
- 安奈淳 40周年コンサート『見果てぬ夢』 （2005年9月24日-10月9日）（アートスフィア・宝塚バウホール）
- 宝塚OG THE SHOW NEW YORK〜NEW YORK （2006年1月15日-2月24日）（パルテノン多摩　他）
- 麻乃佳世 20th Anniversary Live （2007年11月11日）
- 『宝塚OGによるラテンファンタジー「ラ フィエスタ　ラティーナ」 』（2008年1月26日-3月20日）（アミュー立川　他）
- 日本ブラジル交流年　日本ブラジル移住百周年記念公演 （2008年11月）
- 宝塚OGショー　『サ セ パリ－2』（2008年12月16日）（ウェスティンホテル）
- 宝塚歌劇団OGによる ラテンファンタジー ラ フィエスタ『ラティーナ』(La Fiesta La Tina) （2009年3月3日-4月2日）（かつしかシンフォニーヒルズ他）
- ディナーショー・不协和音（2009年5月9日）
- SUPER COLLABORATE SHOW『Mr.PINSTRIPE』（2009年6月25日-28日）（青山劇場）
- 『姫のお雛様ライブ』（2010年3月3日）（Live Spot「Terra」）
- 『恋する女はヒロイン』（2010年6月3日）（Live Spot「Terra」）
- 『姫ふたり 佳世とかおるの 〜2DaysLIVE〜』（2010年9月15日-16日）（Live Spot「Terra」）
- 『佳世とかおる・姫二人の忘年会ライブ』（2010年12月19日）（Live Spot「Terra」）
- 汐路朝子さんの『ディナーライブ』ゲスト出演（2011年4月17日）
- ライブ『アタック今晩は！』（2011年10月22日）（関交協ハーモニックホール）-好子 役
- 『上田亨コンサート』（2012年4月7日）（俳優座劇場）
- 『VIVA TAKARAZUKA』スペシャルゲスト（2013年8月16日）（Live Cafe HAYASE）
- 『輝きのとき』（2014年8月1日）（大阪NHKホール）
- 『ふたりコンサート　Life〜めぐり逢い〜』（2014年8月27日）（銀座TACT）
- 『VIVA キラキラ X'mas vol.2 Song&Dance LIVE』（2014年12月24日）（Live Cafe HAYASE）
- 『Chambre des Chansons 〜受け継がれるシャンソンスビリッツ〜』（2015年1月23日-25日）（中目黒キンケロ・シアター）
- 『ビバキラキラライブ・Musical Party Dream Special』（2015年4月17日）（Live Cafe HAYASE）
- 『ビバキラキラライブ・バースデーライブ』（2015年9月20日）（Live Cafe HAYASE）
- 『ビバキラキラライブ・X'mas』（2015年12月23日）（Live Cafe HAYASE）
- 『薔薇とシンフォニー』〜New Year Concert〜（2016年1月10日、11日、16日、17日）（東京芸術劇場　プレイハウス）
- 『ユミカツラ with 宝塚歌劇団OG 薔薇の饗宴』（2016年2月16日）（東京国際フォーラム ホールC）
- 『ビバキラキラライブ・スプリング』（2016年3月6日）（Live Cafe HAYASE）
- 『プリンセスからの手紙』（2016年7月10日）（Live Cafe HAYASE）
- ミュージカル『O.G.』ゲスト（2016年7月23日）
- 『サマーディナーショー』（2016年8月4日）（東京ドームホテル）
- 『麗人 REIJIN Season2"Festa"』ゲスト（2016年9月22日）（赤坂ACTシアター）
- 『ビバキラキラライブ・オータム』（2016年9月25日）（Live Cafe HAYASE）
- 『ビバキラキラライブ・クリスマスライブ』（2016年12月25日）（Live Cafe HAYASE）
- 『涼風真世 35th Anniversary Album 「fairy」発売記念コンサート』（2016年12月28日）
- 『 VIVAキラキラSong&Dance LIVE バージョン ファイナル』（2017年2月26日）（Live Cafe HAYASE）
- 『VIVA キラキラ　X'mas Song&Dance LIVE』（2017年12月20日）（ライブハウスKIWA）
- 『足立区新春えんチャレまつり』（2018年1月28日）（天空劇場）
- 宝塚歌劇団74期生30周年記念公演『Fiesta del 74!!』（2018年9月29-30日）（恵比寿ガーデンルーム）

#### その他の活動
- 宝塚歌劇90周年TCA SPECIAL TAKARAZUKA GOLDEN MEMORIES （2004年7月12日）（東京宝塚劇場）
- 宝塚月組『ME AND MY GIRL』前夜祭（2008年3月3日）（宝塚大劇場）
- 宝塚月組公演『PUCK』初日、涼風真世さんと観劇（2014年9月26日）（宝塚大劇場）
- 宝塚花組『ME AND MY GIRL』前夜祭（2016年4月8日）（宝塚大劇場）
- 宝塚月組公演『グランドホテル』初日、涼風真世さんと観劇（2017年1月1日）（宝塚大劇場）
- したまち演劇祭のオープニングセレモニー（2017年1月7日）

### テレビドラマ
- おごるな上司!（1996年6月-7月、NHK-BS2）- 安藤友子 役
- 忠臣蔵（1996年10月-12月、フジテレビ系）- 瑤泉院 役
- あぐり（1997年4月-10月、NHK朝の連続テレビ小説）- 今村（辻村）つた子 役
- 天才・神津恭介の殺人推理（1997年6月7日、テレビ朝日系　土曜ワイド劇場）- 青山陶子 役
- 弁護士芸者のお座敷事件簿II（1998年1月26日、TBS系　月曜ドラマスペシャル）- 山内美幸 役
- 熱血ド演歌分校先生の事件通信簿1（1998年1月30日、フジテレビ系　金曜エンタテイメント）- 高木京子 役
- 水戸黄門（TBS系 / C.A.L）
  - 第25部 第27話「父を殺した男の真実 -高田－」（1997年6月30日） - 園部綾 役
  - 第26部 第8話「愛する夫は蘭語好き -佐伯-」（1998年4月6日） - 春 役
  - 第27部 第3話「夫婦で織った紙の布 -白石-」（1999年4月5日） - 菊江 役
  - 第28部 第16話「恐れ入ったか！お茶壺道中 -草津-」（2000年7月3日） - おさき 役
  - 第29部 第19話「謎の俳諧師を追え！ -高田-」（2001年8月6日） - おふじ 役
  - 第33部 第14話「命を賭けたお調子者 -米子-」（2004年7月26日） - 綾乃 役
- 隠密奉行朝比奈第1シリーズ 第5話（1998年7月29日、フジテレビ系） - 雪乃 役
- 新選組血風録  第3话 「沖田総司 剣と恋」（1998年10月29日、テレビ朝日系）- 幾松 役
- 新・腕におぼえあり〜よろずや平四郎活人剣〜 第10话 「一匹狼」（1998年11月13日、NHK テレビ時代劇） - おこま 役
- 剣客商売 第2シリーズ 第10話（2000年、フジテレビ系） - 千代 役
- 柳橋慕情（2000年8月-12月、NHK　時代劇ロマン）-  およね 役
- 旗本退屈男 第1話 「天下御免の向こう傷」（2001年7月13日、フジテレビ系）- たえ 役
- 御家人斬九郎 第5シリーズ 第7話「母の夢」（2002年、フジテレビ系） - 吉乃 役
- 天才・神津恭介の殺人推理（2002年6月15日、テレビ朝日系　土曜ワイド劇場）- 青山陶子役
- 西村京太郎サスペンス 探偵 左文字進6（2002年10月7日、TBS系　月曜ミステリー劇場）- 相田友子 役
- 愛の110番（2003年3月-5月、CBC=TBS系 ドラマ30）- 主演・橋本愛役
- 子連れ狼 第2シリーズ 18話（2003年12月8日、テレビ朝日系）- うずみ 役
- 八丁堀の七人10話（2004年3月8日、テレビ朝日系）- 加世 役
- 京都食い道楽!古本屋探偵ミステリー2（2004年5月28日、フジテレビ系　金曜エンタテイメント） - 鈴寺美遊 役
- 検事沢木正夫2（2006年6月25日、TBS、月曜ゴールデン）- 岩田香澄 役
- 逃亡者おりん2話（2006年10月27日、テレビ東京系）- 望月绫乃 役
- 徳川風雲録 八代将軍吉宗（2008年1月2日、テレビ東京系　新春ワイド時代劇）- 於冴 役
- 京都殺人案内31（2008年7月19日、テレビ朝日系　土曜ワイド劇場）- 宮原照代 役
- 警視庁捜査一課9係（テレビ朝日系）
  - 新・警視庁捜査一課9係 第3話「殺意のロザリオ」（2009年7月15日）- 坂井みゆき 役
  - 警視庁捜査一課9係 第7シリーズ 第2話「殺人陶器」（2012年7月11日）- 岡部聡子 役
  - 警視庁捜査一課9係 第10シリーズ 第5話「嘘つき女殺人」（2015年5月27日）- 安孫子由希 役
- 祝女〜shukujo〜レギュラー版・ゲスト シーズン2 第13回 （2011年1月13日、NHK総合）
- 江〜姫たちの戦国〜（2011年1月23日、5月8日、NHK大河ドラマ）- 築山殿役
- 絶対零度〜特殊犯罪潜入捜査〜 第9話・10話（2011年9月6日・13日、フジテレビ系）- 柴崎幸恵役
- おかしな刑事9（2012年10月13日、テレビ朝日系　土曜ワイド劇場）- 金澤梓役
- 狩矢警部シリーズ 第12作「京都香道殺人事件」（2012年11月19日、TBS、月曜ゴールデン）- 温水貴和子役
- 科捜研の女（2019年11月28日、テレビ朝日系）- 高柳美咲役

### 映画
- 『スワンズソング』（2002年）大槻恵子役
- 『幕末渡世異聞月太郎流れ雲』（2004年）

### テレビ番組
- 『ビッグトゥデイ』 トーク （1996年2月20日、フジテレビ）
- 『スタジオパーク』 トーク （1996年6月14日、NHKテレビ）
- 『夕食バンザイ』 “おたのしみ袋”調理 （1996年7月4日、フジテレビ）
- 『スーパータイム』 新宿高島屋オープンレポート （1996年8月9日、フジテレビ）
- 『FNS超テレビの祭典』 秋の新番組対抗ゲーム （1996年10月3日、フジテレビ）
- 『噂になりたい』 トーク （1996年12月28日、関西テレビ）
- 『ビッグトゥデイ』 韓国取材レポーター （1997年2月24日、フジテレビ）
- 『夢用　絵の具』 「黄色〜長崎〜」レポーター （1997年4月10日、NHKテレビ）
- 『真夜中の王国』 トーク （1997年7月25日、NHK－BS）
- 『ごちそうさま』 “海老ひりょうず”他　調理 （1998年2月23日・24日、日本テレビ）
- 『どうなってるの』 「左利き」取材レポーター （1998年7月9日、フジテレビ）
- 『出たMONO勝負』 ウィーン取材レポーター （1998年12月9日、フジテレビ）
- 『アッコにおまかせ』 “カンパニー”稽古場風景 （1999年1月31日、TBSテレビ）
- 『晴れ・どきドキ晴れ』 「愛の110番」番宣 （2003年3月22日、CBCテレビ）
- 『オールスター春の感謝祭』 クイズ・マラソン参加等 （2003年3月29日、TBSテレビ）
- 『土曜スペシャル』 鬼怒川温泉　旅館紹介 （2003年9月6日、テレビ東京）
- 『鳥取大好き！』 鳥取県探訪 （2005年1月5日、テレビ大阪）
- 『NHKデジタルハイビジョン宝塚歌劇2005』 視聴者リクエスト＆歌 （2005年1月30日、NHK－BSHi）
- 『クイズ脳ベルSHOW』（2017年12月18-19日、BSフジテレビ）

### ラジオ・ネット放送
- “時”についてトーク （1996年6月10日、NHKラジオ第一）
- “宴会”についてトーク （1997年9月8日・9日、NHKラジオ第一）
- “パン”についてトーク （1998年5月11日・12日、NHKラジオ第一）
- 『FMシアター「ジョルシャゴル」』 踊り子　クリシュナ役 （1999年8月14日、NHK-FM）
- 『青春アドベンチャー「エデン2185」』 トゥルー／セラピー （2000年2月28日-3月10日、NHK-FM）
- 『ラジオコメディ　みんな大好き！』 「笑う家族に福が来る」 （2001年1月1日、NHKラジオ第一）
- 『ラジオコメディ　みんな大好き！』 「すし食いねぇ！」 （2001年3月25日、NHKラジオ第一）
- 『FMシアター 「サラエボの女」』 （2001年5月12日、NHK-FM）
- 『いとしのオールディーズ』（2008年10月3日、NHKラジオ第一）
- 『ザッツ・ステージ!!薮下哲司のエンタメ講座』（2010年9月12日、FM大阪）
- 『きのうの続きのつづき』 （2010年11月30日-12月3日、12月7日-12月10日、ラジオ日本）
- 『真丘奈央のちょっとここだけ宝塚！』（2016年4月11日 ネット放送）

## 書籍
- 宝塚ムック 「麻乃佳世写真集 Cinderella Story」（1995年9月14日、宝塚歌劇団）